# Itapecerica da Serra
Itapecerica da Serra város Brazíliában, São Paulo államban. Lakosainak száma 167 236 fő (2015. július 1.). Itapecerica da Serra Embu das Artes, São Paulo, Embu-Guaçu, Cotia és São Lourenço da Serra községekkel határos.

## Népesség
A település népességének változása:
| Lakosok száma | 129 685 | 152 614 | 167 236 | 177 662 | 158 522 |
|               | 2000    | 2010    | 2015    | 2020    | 2022    |